# Ultrazvuk
Ultrazvuk su zvučni valovi kojima je frekvencija veća od gornje granice osjetljivosti čovječjeg uha, to jest veća od približno 20 000 Hz. Kada je frekvencija zvučnog vala veća od 109 Hz, govori se o hiperzvuku. Valne duljine ultrazvučnih valova u zraku iznose do 0,5 μm, a u tekućinama i čvrstim tijelima veće su oko 4 do 12 puta, zbog veće brzine širenja ultrazvuka. U prirodi se ultrazvuk pojavljuje uz zvučne valove, a umjetno se može proizvesti ultrazvučnim generatorima, odnosno pretvaračima drugih oblika energije u energiju ultrazvučnih valova.
Neke životinje ( psi, mačke, dupini, šišmiši, miševi) mogu čuti ultrazvuk jer imaju višu gornju graničnu frekvenciju od čovjeka. Mlađe osobe, a posebno djeca, mogu čuti neke zvukove visokih frekvencija. Što je čovjek stariji, gornja granica čujnosti mu pada, što znači da sve slabije čuje zvukove visokih frekvencija. Visoke zvučne frekvencije sastavni su dio spektra frekvencija koje proizvodi neki izvor zvuka, a spektar zvučnih frekvencija čini boju zvuka. Opadanjem čujnosti visokih frekvencija starenjem, starijim ljudima se mijenjaju i boje zvuka, što znači da simfonijski orkestar ili zvuk violine drugačije čuje dijete od šest, odrastao čovjek od 30 ili starac od 80 godina. Najpoznatija primjena ultrazvuka je u medicini - ultrazvučna dijagnostika (na primjer transkranijalni dopler), no koristi se i u mnoge druge svrhe (otkrivanje jata riba i podmornica, takozvani sonar). Princip korištenja je vrlo jednostavan: odašilje se ultrazvučni val, koji se odbija od prepreke te se prema vremenu potrebnom da se val vrati određuje udaljenost i oblik tijela.

## Načini proizvodnje ultrazvuka

### Piezoelektrični učinak
Najrasprostranjeniji generator ultrazvuka je kvarcni generator, čiji je rad zasnovan na takozvanom piezoelektričnom učinku (Lippmannov učinak), to jest deformacije nekih kristala i keramičkih masa u električnom polju. Ako se stave u izmjenično električno polje određene frekvencije, krajevi kristala i keramike mogu generirati ultrazvuk određene frekvencije. To je pojava kada se na nekim kristalima (kvarc, turmalin i drugim), pogodno odrezanima, javlja električna polarizacija kada se silom izvrši elastična deformacija. Umjesto da se djeluje silom, može se postići obrnut učinak - elektrostrikcija - stavljanjem pločica u izmjenično električno polje vrlo visoke frekvencije. Kada se frekvencija izmjeničnog napona poklopi sa svojstvenom (vlastitom) frekvencijom kvarcne pločice, nastupa rezonancija. Zbog rezonancije, pločica jako titra i proizvodi ultrazvučne valove znatne amplitude. Upotrebom turmalina mogu se dobiti ultrazvučne asilacije i do nekoliko stotina MHz.

### Elektrostrikcija
Elektrostrikcijski pretvarač koristi pojavu elektrostrikcije, to jest promjenu duljine tijela načinjenog od dielektrika u električnom polju. Elektrostrikcija (kasnolat. strictio: stezanje) je elastična promjena dimenzija koja se pojavljuje u nekim dielektricima kada se stave u električno polje. Za razliku od piezoelektričkog učinka, ovdje ne vrijedi obrat.

### Magnetostrikcija
Magnetostrikcija (lat. magnes, genitiv magnetis < grč. Μαγνῆτıς λίϑος: kamen iz Magnezije + kasnolat. strictio: stezanje) je pojava pri kojoj se mijenja duljina tijela načinjenih od feromagnetičnih materijala pod utjecajem magnetskoga polja. Težnja potkovastoga tijela od feromagnetičnoga materijala da se u longitudinalnom magnetskom polju ispravi također se pripisuje toj pojavi. Uzrok je magnetostrikcije promjena kristalne rešetke feromagnetičnoga materijala pod utjecajem magnetskoga polja, jer se njezini dijelovi nastoje postaviti u smjeru magnetskoga polja. Pojava magnetostrikcije iskorištena je u tehnici za produkciju zvučnih valova visoke frekvencije (ultrazvuk) i velikih amplituda s pomoću magnetostrikcijskih rezonatora.

### Mehanički pretvarač
Mehanički pretvarač u osnovi je zviždaljka ili sirena koja stvara zvučne valove u ultrazvučnom području. Najpoznatija je takozvana nečujna zviždaljka, koja se koristi u obuci pasa, koji čuju više tonove od ljudi, te uređaji za tjeranje ptica na principu ultrazvučnih sirena.

### Elektrostatički i elektrodinamički pretvarači
Elektrostatički i elektrodinamički pretvarači pobuđuju titranje pomične kondenzatorske ploče ili pokretnoga vodiča vrtložnim strujama u električnom ili magnetskom polju, što rezultira nastankom ultrazvuka. Ti se pretvarači ponajviše koriste u obrnutom režimu za prijam (registraciju) ultrazvuka (slično mikrofonu), pri čem titranje kondenzatorske ploče ili vodiča izazvano ultrazvukom izaziva pojavu električne struje, koja se registrira.

## Primjena ultrazvuka
Ultrazvučno testiranje materijala ili ultrazvučna kontrola najvažnija je tehničkih primjena ultrazvuka. Rabi se za detekciju mikropukotina u krutim objektima (na primjer stijenke velikih spremnika pod tlakom, glomazni rotirajući elementi), za provjeru kvalitete (prije ugradnje objekta) ili ustanovljenje stanja (dotrajalosti). Testiranje se osniva na mjerenju vremena prolaska ultrazvučnoga signala kroz uzorak: ako je na primjer obloga spremnika homogena, signal će se reflektirati tek na unutrašnjoj granici stijenke, a ako postoje nehomogenosti, refleksija će se pojaviti ranije. Metoda je osobito prikladna za ispitivanje glomaznih komada i objekata složene konstrukcije, gdje nije moguće primijeniti snimanje rendgenskim zrakama (defektoskopija).
U praktičnoj medicini ultrazvuk se primjenjuje u liječenju različitih reumatskih bolesti (ultrasonoterapija), u dijagnostici, osobito u opstetriciji (razvoj zametka, mnogostruka trudnoća, promjene placente i drugo) i u kardiologiji. Svojstva nekoga tkiva mogu se utvrditi na temelju brzine kojom se ultrazvuk širi u tkivu. Otpor što ga širenju ultrazvuka pružaju tkiva može se pretvaranjem odbijenih ultrazvučnih valova u električne impulse pratiti na zaslonu uz pomoć elektroničkih uređaja (ehokardiografija; ehooftalmografija; ehosonografija ili ultrasonografija; encefalografija).
Ultrazvuk se koristi i pri čišćenju materijala, gdje se iskorištava pojava kavitacije u tekućinama, na primjer vodi. Uređaji za čišćenje koji koriste ultrazvuk mogu biti različitih dimenzija, od malih ladica u laboratorijima i zubarskim ordinacijama (za čišćenje na primjer zubala nakon brušenja i poliranja), do velikih industrijskih postrojenja. Kavitacija izazvana ultrazvukom omogućuje i stvaranje emulzija dviju ili više tekućina koje se inače ne miješaju.
Kako ultrazvuk slabo gubi na jačini (intenzitetu) pri prolasku kroz vodu u odnosu na zvučne valove manjih frekvencija, u hidroakustici se koristi pri izradbi sonara. Ultrazvukom se lokalno može povisiti temperatura, što se koristi u više područja, na primjer u medicinskoj terapiji ili u industrijskoj primjeni za zavarivanje plastomera.
Ultrazvučno zavarivanje se koristi uglavnom za spajanja plastičnih dijelova, koji naleglu jedan na drugi, počinju vibrirati zbog djelovanja ultrazvuka, zatim dolazi do njihove plastifikacije zbog trenja graničnih površina i njihovog spajanja za vrijeme hlađenja uz pomoć pritiska spajanja. Dijelovi se na dodirnom mjestu zagrijavaju trenjem uzrokovanim ultrazvučnim mehaničkim titrajima, što ih na mjesto zavarivanja prenosi sonotroda (ultrazvučna elektroda).